# 瓦尔季斯·东布罗夫斯基斯
瓦尔季斯·东布罗夫斯基斯（發音：[ˈvaldis dɔmˈbrɔvskis]；1971年8月5日—）是拉脱维亚的政治人物，曾於2009年3月至2014年1月擔任拉脱维亚总理，現為欧洲联盟委员会副主席兼貿易專員。

## 教育经历
他毕业于拉脱维亚大学物理与数学学院。1995年获得了里加工业大学工程方面的经济学学士学位，1996年获得拉脱维亚大学物理学硕士学位。他1995年至1996年在德国美因茨大学物理研究所做实验室助理，1997年在拉脱维亚大学固体物理学研究所做助理，1998年在美国马里兰大学电气工程系做助理研究员。

## 从政经历
从2002年以来，他一直是拉脱维亚新时代党领导成员。2002年至2004年他担任财政部长。2003-2004年担任欧洲联盟理事会观察员。作为欧洲议会议员，他是三个欧洲议会委员会的成员：预算委员会，欧洲与非洲、加勒比、太平洋联合委员会，欧洲与拉丁美洲联合委员会。他也是一个负责预算控制的经济和货币事务委员会委员会成员，也是欧盟与哈萨克斯坦、吉尔吉斯斯坦、乌兹别克斯坦、塔吉克斯坦、土库曼斯坦和蒙古议会合作委员会的成员。
他作为欧洲联盟的6人欧洲议会议员监督了2007年10月举行的多哥议会选举。以戈德马尼斯为总理的政府于2009年2月10日宣布辞职，拉脱维亚总统扎特莱尔斯2月26日授权东布罗夫斯基斯组建新一届政府。他领导的人民党、新时代党、绿党和农民联盟、祖国与联盟党及公民联盟五党联合政府3月12日获得议会批准，2013年因为超市坍塌事件辞职。
| 前任： 伊瓦尔斯·戈德马尼斯 | 拉脱维亚总理 2009年－2014年 | 繼任： 萊姆多塔·斯特勞尤馬 |